# Borboroides danielsi
Borboroides danielsi är en tvåvingeart som beskrevs av Mcalpine 2007. Borboroides danielsi ingår i släktet Borboroides och familjen myllflugor. Inga underarter finns listade i Catalogue of Life.